# پترنو (فیلم)
پیترنو (به انگلیسی: Paterno) یک فیلم درام تلویزیونی آمریکایی محصول سال ۲۰۱۸ به کارگردانی بری لوینسون است. در این فیلم آل پاچینو در نقش مربی سابق فوتبال، جو پترنو، بازی می‌کند که حرفه او را که در پی رسوائی سوءاستفاده جنسی کودک در دانشگاه در سال ۲۰۱۱ به اخراج وی ختم شد، به تصویر می‌کشد. رایلی کیئو، کتی بیکر، گرگ گرانبرگ و آنی پاریس نیز از دیگر بازیگران اصلی این فیلم هستند. این فیلم در شبکه اچ‌بی‌او در تاریخ ۷ آوریل ۲۰۱۸ منتشر شد.

## داستان
فیلم داستان زندگی جو پترنو، یکی از موفق‌ترین مربیان فوتبال آمریکایی در کالج را روایت می‌کند که در زندگیش با مشکلات زیادی مواجه می‌شود و…

## فیلمبرداری
در تاریخ ۱۶ ژوئیه ۲۰۱۷ تولید این فیلم آغاز شد.